# Jorunna rubescens
Jorunna rubescens is een slakkensoort uit de familie van de Discodorididae. De wetenschappelijke naam van de soort is voor het eerst geldig gepubliceerd in 1876 door Bergh.